# 12ドイム臼砲
12ドイム臼砲とはオランダの臼砲である。
数人で運搬可能な軽臼砲で青銅の鋳物でできた砲口装填式の滑腔砲である。仰角は固定で射程の調節は火薬の量で10段階に調節していた。
ドイムとはオランダ独自の単位で実質的にはメートル法の1センチメートルと同じである。
幕末の日本に多数が輸入され十二栂臼砲(じゅうにぼきゅうほう)と呼ばれていた。
戊辰戦争で活躍した後、明治になると陸軍の装備となり各鎮台に4門ずつ配備された。
明治23年に正式装備から外され退役して倉庫で眠っていたが日露戦争では再び持ち出され大量に保管されていた砲弾が12センチ迫撃砲の砲弾として再利用されている。
大山巌がこの砲を元に日本初の国産火砲である弥助砲(十二斤綫臼砲)を作ったとされることもある。ただし弥助砲は口径124mmの施条砲であり、120mmの滑腔砲の12ドイム臼砲と弾薬の互換性は無い。なお、大山が設計したために弥助砲と呼ばれる砲はもう一種あり、四斤山砲の改良型である長四斤山砲がそれである。

## スペック
- 材質：青銅鋳造
- 装填：砲口装填式
- 口径：約12cm(12ドイム)
- 砲身長：約27cm(27ドイム)
- 重量：70kg
- 仰角：45度固定
- 最大射程：1100m
- 弾種：榴弾、焼玉式焼夷弾